# Distrito de Alamudun
El distrito de Alamudun (en kirguís: Аламүдүн району) es uno de los rayones (distrito) de la provincia de Chuy en Kirguistán. Tiene como capital el pueblo de Lebedinovka.
En 2009 tenía 148 032 habitantes, de los cuales el 58,5% eran kirguises, el 25,2% rusos y el 3,7% uigures.

## Subdivisiones
Comprende las siguientes 17 comunidades rurales (aiyl aimagy):
- Kaiyrma
- Mramornoye
- Alamüdün
- Arashan
- Baitik
- Vinogradnoye
- Grozd
- Kara-Dzhygach
- Kiok-Dzhar
- Lebedinovka (la capital)
- Leninskoye
- Mayovka
- Nizhniaya Ala-Archa
- Oktiabrskoye
- Prigorodnoye
- Tash-Diobio
- Tash-Moinok